# Центрированное девятиугольное число
Центрированное девятиугольное число — это центрированное фигурное число, которое представляет девятиугольник с точкой в середине и все окружающие точки лежат на девятиугольных слоях. Центрированное девятиугольное число для n задаётся формулой
{\displaystyle Nc(n)={\frac {(3n-2)(3n-1)}{2}}.}
Умножая (n — 1)-ое треугольное число на 9 и добавляя 1 получим n-ое центрированное девятиугольное число, но имеется и более простая связь с треугольными числами — каждое третье треугольное число (1-е, 4-е, 7-е, и т. д.) также центрированное девятиугольное число.
Первые несколько центрированных девятиугольных чисел
1, 10, 28, 55, 91, 136, 190, 253, 325, 406, 496, 595, 703, 820, 946 (последовательность A060544 в OEIS)
Заметьте, что следующие совершенные числа встречаются в списке:
3-е центрированное девятиугольное число есть 7 x 8 / 2 = 28, и 11-е есть 31 x 32 / 2 = 496.
Далее: 43-ое есть 127 x 128 / 2 = 8128, и 2731-е есть 8191 x 8192 / 2 = 33,550,336.
За исключением 6, все чётные совершенные числа являются также центрированными девятиугольными числами, по формуле
{\displaystyle Nc\left({\frac {2^{p}+1}{3}}\right)=2^{p-1}(2^{p}-1),} где 2p−1 — простые числа Мерсена.
В 1850-м году, Поллок высказал предположение, что любое натуральное есть сумма максимум одиннадцати центрированных девятиугольных чисел, которое было доказано в 2023-м году.